# Коннелл Тод
Коннелл Персі «Кон» Тод (англ. Connell Percy «Con» Thode; 11 березня 1911 — 9 жовтня 2014) — новозеландський військово-морський офіцер і яхтсмен, учасник Другої світової війни, один з трьох новозеландців — командирів підводних човнів, офіцер ордена Британської імперії. Після закінчення війни брав активну участь у розвитку яхтингу та навчанні молоді.

## Біографія

### Молоді роки
Народився 11 березня 1911 року в Окленді, Нова Зеландія. З 1925 до 1926 рік навчався в гімназії в Маунт-Альберті, проте у 15 років був змушений покинути навчання, щоб почати заробляти собі на життя. Він влаштувався в торгову компанію «LD Nathan & Co», потім працював на фермі свого батька у Вайпапакаурі, а пізніше в британській хімічній компанії «ICI».
У 1933 році приєднався до Королівської яхтової ескадри Нової Зеландії і став шкіпером шлюпа «Iorangi». У яхтингу Тод досяг значних успіхів, за що його пророкували в головні суперники британському промисловцю Томасу Сопвізу у боротьбі за Кубок Америки, проте проведення турніру відклали через початок Другої світової війни.

### Друга світова війна
З початком війни Тод захотів піти добровольцем в армію, проте потім по лінії Співдружності та Домініонів відплив з Дарвіна, Австралія до Великої Британії, де вступив до Королівського військово-морського добровольчого резерву й отримав направлення на навчально-тренувальне судно HMS «King Alfred» у Брайтоні.
Незабаром після закінчення навчання в середині 1941 року Коннелл на гідроплані через північ Африки був доставлений до Александрії, Єгипет, де призначений штурманом на HMS Proteus — підводний човен типу P. 3 листопада 1941 року він вперше вийшов у морський похід на субмарині, яка атакувала в Егейському морі танкер «Tampico». У лютому 1942 року підводний човен Тода торпедував італійський есмінець-міноносець Sagittario. У червні він був згаданий у донесеннях за видатні заслуги під час служби на цьому човні при проведенні патрульних рейдів.
Після проходження тесту «перішер», 20 червня 1943 року Тод прийняв командування навчальним підводним човном «H-33». Одного разу, коли Тод був на танцях у Деррі, він дізнався про наказ всім морякам негайно повернутися на свої кораблі, але коли прибув на причал, то виявив, що «H-33» зірвало з якорів і забрало вниз за течією річки Фойл. Комісія з розслідування даного інциденту визнала винним начальство Коннелла, яке не знало природи місцевих припливно-відливних явищ, звільнивши останнього від відповідальності, проте Тода відіслали на Мальту як «запасного» командира. Там він став першим лейтенантом на підводному човні «HMS Ultor» типу U.
У вересні 1943 року після перемир'я з Італією Тоду було поставлено завдання супроводу 23 італійських підводних човнів від Катанії та Сицилії для інтернування в Марсашлокк (Мальта). Однак Коннелл захворів на дизентерію і москітну лихоманку, які викликали рецидив астми, на яку Тод страждав у дитинстві. Його визнали непридатним для подальшої служби на підводних човнах за медичними показаннями і з власної ініціативи вирушив до Лондона для лікування в клініці Гарлі-стріт. Після лікування, Тод ще раз пройшов тест «перішер», і 15 серпня 1944 року отримав у командування «HMS Scythian - новий підводний човен типу S. Перший бойовий похід на цьому підводному човні він здійснив у Північне море. Після цього був рейс в Індійський океан - до Тринкомалі на Цейлоні, а пізніше три походи в Малаккську протоку і до берегів Бірми. У цей час його підводний човен торпедував кілька невеликих японських вантажних суден і військових кораблів, а також переслідував японський крейсер «Haguro». Біля берегів Малаї, куди підводний човен пристав через збій у механізмі запуску торпед, Тод дізнався про атомні бомбардування Хіросіми і Нагасакі, паралельно отримавши повідомлення про відкликання в Тринкомалі. У листопаді 1945 року за зразкове несення служби Тода вдруге згадали у донесеннях.
За підсумками Другої світової війни Коннелл Тод став одним з лише трьох новозеландців-командирів підводних човнів і єдиним новозеландцем членом добровольчого резерву. Він вийшов у відставку з військової служби у званні лейтенант-коммандера і був зарахований до Волонтерського резерву Королівського флоту Нової Зеландії.

### Подальше життя
Після війни Тод продовжив працювати в «ICI», займався фермерством в Матакані, був шкіпером на баржах і буксирах, які курсували біля берегів Нової Зеландії, а з 1969 року і до виходу на пенсію займався продажем москательних товарів для кораблів і брокерським бізнесом. Крім цього, він присвятив 25 років свого життя управлінню навчальними судами, на яких навчав молодих новозеландців морській справі.
У 1996 році Коннелл Тод «за заслуги в яхтингу» отримав звання офіцера ордену Британської імперії.
2010 року у 99 років отримав визнання гімназії в Маунт-Альберті, і його ім'я увічнили у Залі Пошани.
У 2013 році у 101 рік став найстарішою людиною, яка брала участь в онлайн-перепису населення Нової Зеландії.

### Смерть і похорон
Помер 9 жовтня 2014 року у віці 103 років в Окленді. Відспівування відбулося в Каплиці святого Христофора на військово-морській базі Девенпорт, після чого пройшла кремація в приватному порядку.

## Особисте життя
З 1947 року був одружений з Марсією Максвелл (померла 2011 року). У них було 9 рідних і названих дітей, 12 онуків та 4 правнуки.